# Rue Raoul-Mucet
La rue Raoul-Mucet ou rue Raoul-Menuicet est une ancienne rue de Paris, aujourd'hui disparue, qui était située dans l'actuel quartier des Halles.

## Situation
La situation exacte de cette voie n'est pas connue.

## Origine du nom
La rue porte le nom d'un particulier.

## Historique
Cette rue est citée dans Le Dit des rues de Paris de Guillot de Paris, vers 1300, sous la forme « rue Raoul Menuicet ».
Edgar Mareuse indique que cette rue, qui va de la rue des Estuves à la rue de Nesle, est probablement la section de la rue des Deux-Écus qui s’appela plus tard « rue Traversaine ».
Jean-Baptiste Michel Jaillot pense qu'il s'agit de la partie de la rue des Vieilles-Étuves-Saint-Honoré comprise dans l'hôtel de Soissons, car on trouve dans un censier de l'évêché de 1372 la présence de la « rue Raoul Mucet » qui est distincte de la rue Traversaine.
L'abbé Jean Lebeuf croit reconnaitre dans cette rue le cul-de-sac de Soissons qui faisait la continuation des rues de Nesle et des Étuves qui y aboutissaient, indiquant que la rue Raoul Mucet était près de la rue des Étuves.
L'ensemble de ces historiens s'accordent sur le fait qu'il devait y avoir à cet endroit ou à proximité un cimetière en raison des termes du poème de Guillot de Paris, Le Dit des rues de Paris, qui indique :
« En la rue Raoul Menuicet,

trouvai un homme qui mucet

une femme en terre et en siet

La rue des Estuves en près siet. »

Jean-Baptiste de Saint-Victor indique que les censiers de l'évêché indiquent en cet endroit plusieurs maisons qui appartenaient à la fabrique de Saint-Eustache. Le censier de 1372 énonce « une maison aux bourgeois de Saint-Huitasse, qui est à présent cimetière ». Pour ne laisser aucun doute sur sa position, il la désigne comme contiguë aux maisons qui appartinrent au vicomte de Melun.
Le cens de 1489 indique qu'il y avait des maisons qui furent acquises par Mathieu de Nanterre, premier président du Parlement de Paris, et qu'elles étaient situées entre les rues du Four, des Deux-Écus et de la halle au blé.